# Movimento para a Democracia e a Justiça no Chade
Movimento para a Democracia e a Justiça no Chade (em francês:  Mouvement pour la démocratie et la justice au Tchad, MDJT) é um movimento político-militar chadiano fundado no final de dezembro de 1998 pelo ex-ministro do Interior Youssouf Togoïmi para unificar a oposição tubu contra o regime do presidente Idriss Déby.

## Histórico
A partir de 1996, um movimento de contestação surgiu entre os tubus de Tibesti contra o regime em vigor, acusado de favorecer os Bideyat e os Zaghawa. Nomeado Ministro do Interior em abril de 1997, Youssouf Togoïmi –  o próprio um tubu de Tibesti – recusa-se a organizar a repressão. Ele então rompe com o presidente Déby em junho e é preso. De fato, enquanto a revolta alastrava-se pelo norte do país, o governo teme que Youssouf Togoïmi tome a sua liderança.
Em outubro de 1998, ele foge da capital, N'Djamena, para estabelecer-se em Borkou-Ennedi-Tibesti. No final do ano, para organizar os rebeldes que pegaram em armas, Youssouf Togoïmi fundou o Movimento pela Democracia e Justiça no Chade (MDJT). Recrutando principalmente entre os tubus do Tibesti, integrará gradualmente os tubus do Niger e do Fezzan, reunindo cerca de 300 homens em 1999.
Após uma série de sucessos militares em 1999, o MDJT sofreu uma ofensiva do exército chadiano em fevereiro de 2000, perdendo cinquenta dos seus membros. Seu sucesso durante o verão permitiu que recrutasse quinhentos novos militantes e rapidamente até 1500, com os observadores prevendo uma rápida queda do regime de Idriss Déby. No entanto, o MDJT não aproveita a oportunidade e o conflito fica atolado. A Líbia, que apoia parcialmente o movimento, pressiona por negociações com o governo. Em 7 de janeiro de 2002 é assinado o Acordo de Trípoli, patrocinado pelas autoridades líbias e acompanhado por um cessar-fogo, entre Abderrahman Moussa representando o governo do Chade e Adam Togoi representando o MDJT. 
No final de agosto de 2002, Youssouf Togoïmi foi ferido em uma explosão de uma mina e evacuado para Trípoli. O anúncio de sua morte em 24 de setembro cria tensões dentro da organização. Muitos membros se rendem às autoridades ou se juntam ao campo de Idriss Deby, provocando o declínio nos efetivos da organização para duzentos até o final do ano. Vários líderes enfrentam-se: Adam Togoï (apoiado pela Líbia), Hassan Abdallah Mardigué, Youssouf Barkai, entre outros. Tentando tomar o controle do MDJT durante um congresso na Líbia em julho de 2003, Adam Togoi é renegado pelo Alto Comando Militar presidido por Hassan Mardigué. Em agosto, um novo congresso é organizado no Tibesti, trazendo para a liderança da organização (reunindo apenas cerca de cinquenta combatentes) Hassan Mardigué. Em 14 de dezembro de 2003, Adam Togoi assina um acordo com o governo e se junta a N'Djamena. A União das Forças para a Mudança foi fundada em março de 2004 para unir o MDJT, o Movimento para a Democracia e o Desenvolvimento, o Conselho Democrático Revolucionário, a Frente Democrática Popular, a Frente Popular para o Renascimento Nacional e o Movimento para a Unidade e a República. O MDJT é, a partir de 2004, cada vez menos ativo militarmente.
Em 2004, o MDJT prendeu membros do Grupo Salafista para a Pregação e o Combate (incluindo Abderezak El Para) no Tibesti, foragidos desde meados de 2003 através da Argélia, Mali e Níger. Após vários meses de negociações e apesar das ameaças do GSPC, o movimento entrega seus prisioneiros à Líbia no outono de 2004.
Em 18 de agosto de 2005, Hassan Mardigué assina um acordo de adesão com o governo sob a mediação da França, incluindo uma anistia geral e uma integração do MDJT com o exército e a administração. Aboubakar Choua Dazi denuncia este acordo.